# Clastoptera saintcyri
Clastoptera saintcyri is een halfvleugelig insect uit de familie Clastopteridae. De wetenschappelijke naam van deze soort is voor het eerst geldig gepubliceerd in 1872 door Provancher.